# キング・キャンプ・ジレット
キング・キャンプ・ジレット（英: King Camp Gillette, 1855年1月5日 – 1932年7月9日）は、アメリカ合衆国の実業家・発明家で、安全剃刀の発明者、剃刀メーカーザ・ジレット・カンパニーの創業者。

## 生涯
ウィスコンシン州フォンデュラクに生まれる。1859年に家族でイリノイ州シカゴへ移住するが、1871年に父がシカゴ大火で全財産を失ったため、一家の生計を支えざるを得なくなる。

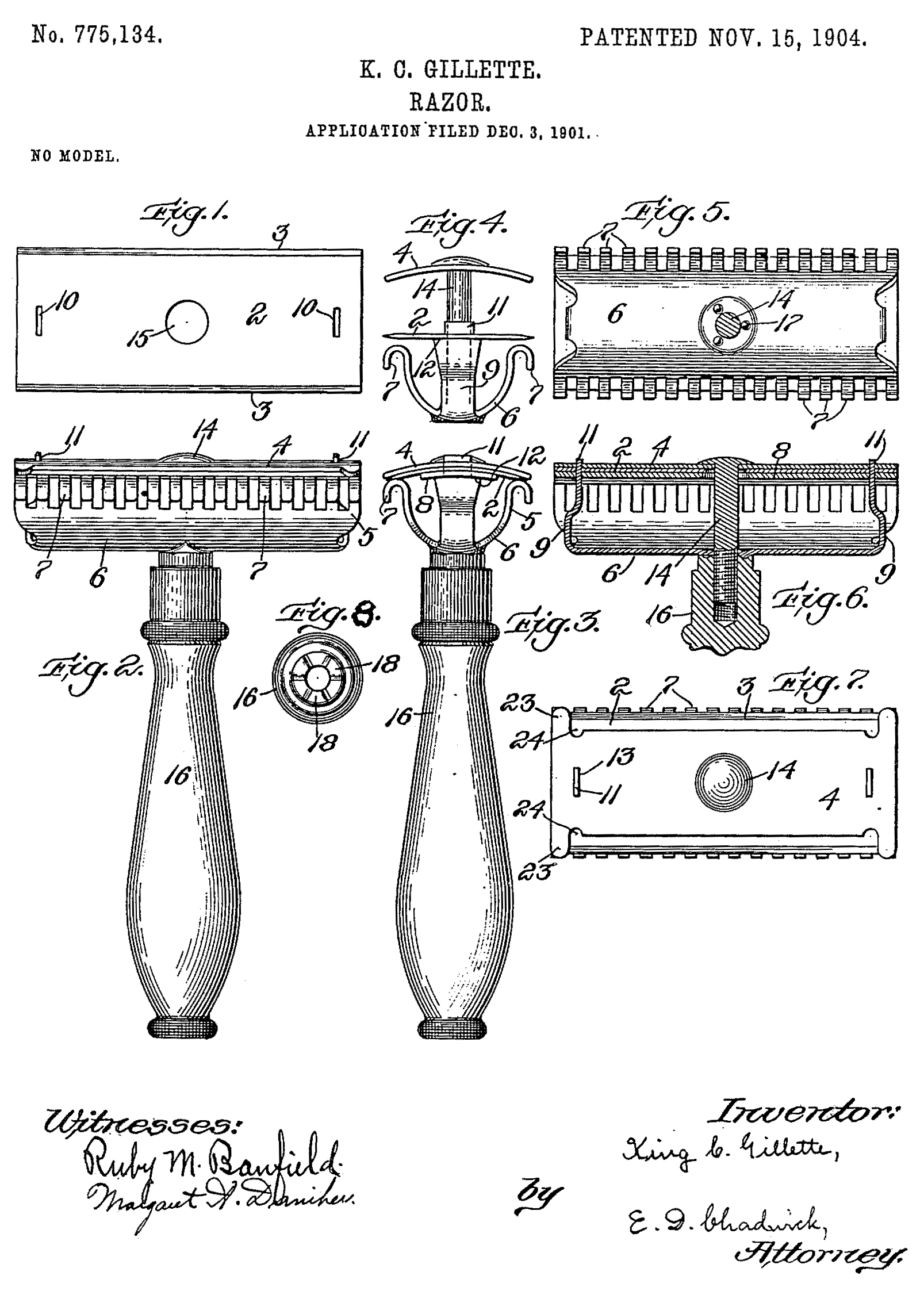
安全剃刀の特許

1890年代は容器・包装材メーカークラウン・コルク・アンド・シール（現 クラウン・ホールディングス）のセールスマンをしていたが、王冠栓を発明した雇い主ウィリアム・ペインターの「使い捨て製品を発売すれば客が安定する」との言葉をヒントに、薄い鋼の刃を使った使い捨て剃刀の発明を思いつく。機械工ウィリアム・ニッカーソンと共同でT字型替刃式安全剃刀の開発に取り組み、1901年9月にアメリカン・セーフティ・レザー・カンパニーを設立（翌1902年7月にジレット・セーフティ・レザー・カンパニーに社名変更）。同年12月に特許を申請（1904年11月に特許を取得）。
製造・販売を開始した1903年の売上は剃刀が51個、替刃が168枚に過ぎなかったが、飲料などのオマケとして本体を無料配布したところ、翌1904年には9万個の剃刀と12万枚の替刃を売り上げ、次第に軌道に乗り始めた。これは「剃刀と替え刃のビジネスモデル」と呼ばれ現代ではインクカートリッジなどにも応用されている。
1918年には米国政府から第一次世界大戦従軍兵士のための350万個の剃刀と3600万枚の替刃を受注し、ジレット社は世界最大の剃刀メーカーへと成長した。1932年7月9日、カリフォルニア州ロサンゼルスにて77歳で死去。巨万の富を得たが、投資の失敗や、会社の主導権を握る闘争で浪費し最晩年には手元には100万ドルしか残らなかった。
ジレットは空想的社会主義者でもあった。著書に『The Human Drift』（1894年）、『World Corporation』（1910年）、『The People's Corporation』（1924年）などがある。